# Rudolf Björkman
Carl Rudolf Björkman, född 9 april 1850 i Jönköping, död 6 september 1916 i Stockholm, var en svensk tidningsman.
Björkman blev redaktör för Smålands Allehanda 1886 och för Sundsvallsposten 1893, och var därefter chef för Svenska Telegrambyråns redaktionsavdelning 1898–1908. Vid sidan av sin journalistiska gärning ägnade han sig åt studier i Jönköpings historia, som han publicerat åtskilliga skrifter om.